# Dagny Thorvall
Dagny Maria Thorvall, född 18 augusti 1883 i Fläckebo församling i Västmanlands län, död 3 september 1933 i Sankt Matteus församling i Stockholm, var en svensk lärare och skribent.
Dagny Thorvall var dotter till kyrkoherden Hans Thorvall och hans första hustru Ellen Hedgren samt halvsyster till författaren Kerstin Thorvalls far. Efter studentexamen 1901 och akademiska studier blev hon filosofie kandidat 1907. Hon arbetade som lärare först vid Risebergska skolan i Örebro och sedan vid Birkagårdens folkhögskola i Stockholm.
Hon medverkade med artiklar i tidskrifter och tidningar som Studiekamraten, Hertha och Tidevarvet. Hon gav ut ungdomsboken Prästgårdsbarnen i Graneby 1922, vilken kom i nya upplagor 1927 och 1939. Vidare gjorde hon översättningar och höll föreläsningar. För sitt sociala arbete blev hon Iduns pristagare 1928. Hennes gärning har uppmärksammats i ett flertal artiklar och två böcker finns utgivna som enbart handlar om henne, den första 1933 av Natanael Beskow och den andra 1953 av Axel Ericsson.
Dagny Thorvall förblev ogift och är begravd på Fläckebo kyrkogård.